# Kieratsini-Drapetsona
Kieratsini-Drapetsona (gr. Δήμος Κερατσινίου-Δραπετσώνας, Dimos Kieratsiniu-Drapetsonas) – gmina w Grecji, w administracji zdecentralizowanej Attyka, w regionie Attyka, w jednostce regionalnej Pireus. Siedzibą gminy jest Kieratsini. W skład gminy wchodzi również miasto Drapetsona. W 2011 roku liczyła 91 045 mieszkańców. Powstała 1 stycznia 2011 roku w wyniku połączenia dotychczasowych gmin Kieratsini i Drapetsona.